# Joel Lawrence
Joel Lawrence est un acteur de films pornographiques américain, né le 24 septembre 1964.

## Distinctions
- 2000 : XRCO Award Best Actor (Single performance) pour Raw[2]
- 2001 : AVN Award Meilleur acteur - Vidéo (Best Actor - Video) pour Raw

## Filmographie succincte
- Girlvert 3 (2003)
- Raw (2000)